# ヘンリー・小谷
ヘンリー・小谷（ヘンリー・こたに、1887年4月25日 - 1972年4月8日）は、大正・昭和期の映画監督。本名・小谷倉市。日系アメリカ人二世で、日本映画初期に、アメリカから最新技術を紹介、実践し、開拓者・指導者としても大きな役割を果たした。

## 略歴・人物

### 生い立ち
広島県仁保島村（現広島市南区仁保町）生まれ。幼少時に家族でアメリカへ渡り、1896年、ハワイ州ホノカアに移住、父の岩吉はそこでホテルを経営した。1900年以降にサンフランシスコに移住。1907年、ロイヤル・ハイスクール入学。同校ではバスケットボールと野球の主力選手として活躍した。1909年卒業、オークランド・ヒルズ・カレッジに入るが1911年中退。この間、富士アスレチッククラブで野球やその他のスポーツを続け、1911年4月、早稲田大学アスレチッククラブとも対戦したという。また最初は俳優を志し、ハイスクール在学中の1907年からサンフランシスコのアルカザー劇場（アルカザールプレイヤーズ劇団）で働き、1915年頃まで役者を続け、日本人や中国人の召使いなど、さまざまな役を演じた。
その後、ハリウッドへ向い、1913年にトーマス・H・インスの撮影所に入り、俳優として『タイフーン』（1914年）などの映画に出演した。ここには青木鶴子、トーマス・栗原、早川雪洲もいた。1917年、フェイマス・プレイヤーズ＝ラスキー（後のパラマウント・ピクチャーズ）に移りカメラマンとなる。カメラマンになる前は葡萄ちぎりの職に付いていたと書かれた文献もある。同年、セシル・B・デミル監督『ヂャンヌ・ダーク』でアルビン・ワイコフの撮影助手、1923年のデミル監督『十誡』でも撮影助手を務め、史上初めて斜めパンをやったデミルの仕事でヘンリーが、右手でクランク、左手でパニング、残るは三脚の一本に脚をかけてキャメラを持ち上げたという。1918年のジョージ・メルフォード監督『隠された真珠』でポール・ケリーの撮影助手を務めたといわれる。また在米中には『哀愁』や『心の旅路』などで知られる名匠・マーヴィン・ルロイやジェームズ・ウォン・ハウなども指導している。ウォン・ハウは「小谷から撮影の全てを学んだ」と話している。来日までにドナルド・クリスプ監督作など10数本の撮影を担当した。当時のアメリカは激しい排日運動が起きていた時代。早川雪州のような俳優は、キャスティングの必要性と運があって活躍できたが、演出、撮影の人たちは組合があるため簡単には入り込めず、そこから這い上がるのは容易でなかった。

### 松竹蒲田撮影技師長
1920年、松竹が映画事業に乗り出し松竹キネマが創立され、アメリカより技術者を招くこととなる。それに伴い、セシル・B・デミル監督からの強い推挙があり、33歳のとき、松竹蒲田撮影所に撮影技師長として赴任する。蒲田撮影所の監督や俳優を含めた全所員の給料の合計が3000円だったといわれるが、ヘンリーの月俸はその半分、当時としては天文学的数字の1500円だったといわれる。松竹は小山内薫をリーダーに映画事業に乗り出したといっても、映画の作り方を本格的に知る者は誰一人おらず、何から手を出すか、ヘンリーが来るまでは誰も分かってなかったといわれる。
ヘンリーが到着した同年7月19日、横浜港には、白井信太郎撮影所長、小山内薫撮影総監督、田口桜村撮影部長ら、松竹の首脳陣や蒲田の俳優たちが総出で出迎える歓迎ぶりであった。それだけ映画先進国アメリカに賭けた夢が大きかったのである。まだ自動車が珍しい頃だが、一行は新型自動車に分乗し、大パレードで東海道を一路蒲田撮影所まで向かった。この日、撮影所の表門脇では賀古組の撮影が行われていたが、表門を入った車から身軽に降りてきたヘンリーが、キャメラの助手が手にしていたレフ板（リフレクター）を素早くとると、さっと脇の板塀にのぼり、両手で高くかざした。レフ板を高い位置に持っていき、反射光線をあてるという技術さえ、誰も知らなかった。それだけのことで、被写体である人物は、くっきり浮びあがり、見事な画になった。レフ板も人工光線も、すでに映画製作の現場で使用されてはいた。レフ板を日本人が目にしたのはこの前年のことだったが、それらは十分に活用されてはおらず、それまでレフ板はステージの上か地上に立てて太陽光線を反射させ、主要対象物や背景を明るくするものと思われていた。この話は広く知られ、今日、伝説とさえなっている。小谷はフラットな照明が支配的だったそれまでの日本の映画製作現場に、立体的効果を持つ照明法をハリウッドからもたらした。小肥りの小柄な紳士で、いつも葉巻をくゆらし、たどたどしい日本語を喋った。プライドも高く、言葉の問題もあり、自身の持つ技術を、なかなか直接には教えようとはしなかったといわれる。
海のものとも山のものともわからぬ所内を指導、早速、まだステージの無い蒲田撮影所での松竹第1回作品、川田芳子主演の『島の女』を木村錦花と共同演出し、光線の扱いの鮮やかさとアメリカ仕込のカメラワークで新しい時代の扉を開いた。ハリウッド帰りのカメラマンの威勢を買って、実質的にはヘンリーの演出といわれる。松竹第2回作品は村田実監督の『光に立つ女』であるが、キャメラを担当したのは、日活向島撮影所から松竹に移籍した水谷文二郎で、その助手についた碧川道夫は、作品が完成したとき、『島の女』との画調の違いに驚き、師・水谷のもとを離れて即刻ヘンリーに弟子入りしたといわれる。この後、日活に移り、内田吐夢監督のキャメラを担当する碧川は、ヘンリーの系譜につらなるハリウッド流の撮影技法を追求した。小津安二郎が松竹蒲田の撮影部に入ったとき、先輩として小津を指導した一人が碧川で、それを通じて、小津は無意識のうちにハリウッド流の画面作りを体得することになったといわれる。『松竹七十年史』には「大谷竹次郎社長が、何でもいいからアメリカ流に一本作るよう、ヘンリー小谷にいいつけた。ヘンリーはカメラマンだが、編集のことも演出のことも、本場仕込みだから出来ないことはない。（中略）それが世に出た松竹キネマ創立披露第一回作品となった」「大正九年十一月一日、ヘンリー小谷の作った『島の女』が、山田耕筰指揮の大交響楽団の演奏とともに、歌舞伎座に公開された」と書かれている。『島の女』は歌舞伎座のみの限定公開のため、ヘンリー監督・伊藤大輔脚本による『新生』が一般に公開された実質的な第1回作品となる。
翌1921年には、後の大スター栗島すみ子のデビュー作、『虞美人草』の脚色、演出、撮影を一手に引き受け、最新技術を駆使して、周りのスタッフを驚かせた。特に、オープンセットでの項羽と劉邦の合戦シーンには多くの人数を動員して迫力あるシーンを撮り、日本最初のスペクタクルシーンを実現した。さらに本作品に於いて栗島すみ子という初めてのスター女優を誕生させた。日本に於ける女性映画の偉大な一歩を記す。栗島自体が典型的な日本の女性美を備えていたこともあるが、栗島のクローズアップの映像は、それまでの日本映画にないシャープな陰影と艶のある画面となり、これにはヘンリーの技量があずかって大きかった。今日では当たり前のことだが、それまでの映画のヒロインは、木下吉二郎や立花貞二郎、衣笠貞之助といった女形が演じていた。または舞台劇出身の男性が不自然な女装をするか、新劇やオペラ出身の女優で、いずれも既成舞台人としての型があって、自然に流出するナイーブな演技を見せることはなかったが、栗島には幸いそうした舞台的な臭みもクセもなく、ヘンリーによってアメリカ的な表情摘出を指導されたため、映画劇の求める演技の純粋性を発揮した。また女優の化粧もヘンリーによって改革されたといわれる。ヘンリーはハリウッドから輸入したマックスファクター製のドーランを沢山持っていて、栗島にも直接化粧を施した。顔が白いと着物や背景との光の反射比が強くなり、明るい側の顔のディテールが潰れてのっぺらぼうになる。このため茶褐色（肌色）のドーランを塗る。化粧といえば舞台での白塗りに馴れていた女優にとって、茶褐色の化粧はどこか薄汚れて見え、当初戸惑いがあった。映画を観て、初めて表情のディテールがくっきり再現しているのを確め、その効果を知った。以後、撮影にはドーランが広まった。ヘンリーのドーラン化粧とライティングによって、明眸の美女栗島すみ子はスクリーンのアイドルになった。『松竹七十年史』には「この映画の収穫は、日本映画のスターシステムを確立させた第一人者として、その後の松竹映画の大衆的人気と、興行的引力を与えるに役立った」と称えられ、松竹の商品映画として一つの金字塔となった作品であった。栗島の出現は日本の映画劇に非常に明るさと美しさと若さをもたらして、日本映画発展の有力な鍵となった。本作と小山内薫が指揮した『路上の霊魂』の二本で、蒲田撮影所開設10ヶ月にして、やっと映画らしいものに到達した。蒲田映画は1922年から1923年にかけて、業界随一の日活向島撮影所の映画に追いつき、凌駕するほどの勢いだったが、ヘンリー以降に小山内薫が「映画は女優で」と強く主張し、これを野村芳亭蒲田撮影所長が受け継いだものである。
続いて監督した『電工と其妻』は姦通を扱い、『トランク』はエロティックな場面があり、共に検閲で公開禁止となった。

### 功績
ヘンリーのもたらしたアメリカ直輸入の映画作りは、それまでの日本映画を飛躍的に改革した。小谷の撮影は、歌舞伎や新派の舞台をそのまま再現したようなそれまでの「非映画的」な日本映画と異なり、「映画的」な映画を実現するものとして高く評価された。日本映画の様相が一変したともいわれ、画面が非常に明るくなった、カメラ・ポジションが細分化した、今まで眠っていたような画面が躍動してきた、表情が新鮮に描写された、すべてが鈍から敏に、暗から明に、夜から朝に、眠りから目覚めへと変わった。ハーフトーンの画調なども、それまでは絶対に見られないものだったという。それまでの日本映画は、それぞれ独自に編み出した流儀で撮影、現像、編集を行ってきたが、そこには職人気質や秘密主義があり、科学性が乏しかった。それまでコストを下げるためという理由もあって不統一だったカメラ・スピードを毎秒16コマに標準化したのもヘンリーといわれる。レフ板を盛んに使用するようになったのもヘンリーが最初といわれる。これらレフ板の持ち方、カメラポジションの定め方などを、手を取るように教え、グリスペイント（ドーラン）による映画的化粧法、撮影現場の手順、合図の方法（それらは現在のテレビスタジオでもそのまま使われている）や、当時の進歩的監督でさえいちばん不得手だったフィルム編集（カッティング）などを、ハリウッドそのままに移し、それまでの慣習をまったく無視した新手法を施行した。照明でいえば、それまでの日本映画は光線への配慮が低く、現像技術が未熟なこともあって、的確な判断はヘンリーが来るまで、誰にも不確かであったという。松竹がアメリカから輸入した高価な水銀ランプ、発電機の他、多くの照明機材は使いこなせる技師がおらず、倉庫で眠っていたといわれる。ヘンリーは撮影所の本館にレンガ造りのヘンリー・プロダクションを構えて編集作業を行った。従来の編集はフィルムを素手で扱い、フィルムの始めと終わりをピンで止めて後は垂らしておいてそれを下に引きずる、接続作業は日本鋏で行うといった酷いものであったが、ヘンリーはフィルムは一カットずつシーン・ナンバーが入ったものを、必ず洗った白手袋をはめて、そっと巻いて、棚の中に収めた。必要があれば番号を観て取り出し、フィルム・ジョイントは、一切機械で行った。ヘンリーは、それまで漠然としていた編集という仕事を、具体的な、自らの緻密な作業を通して知らせた。この他、小谷と同行した装置家のジョージ・チャップマンによって、進んだ装置作法等が伝えられた。
また小谷の演出法はグリフィス・システムを踏襲していたため、俳優にシナリオもストーリーも説明しない。その場その場で、泣け、笑え、歩け、走れ、などと言い、自然の動作こそ最上で、少しでも行為があってはならないと強調した。だから泣けと言われれば、悲しくなくとも涙を出さなければならない。こっぴどく叱られて口惜し涙を流すと、それっと、その大写しを撮るという具合だった。佐藤忠男は「そこに立って五歩歩いて、そこで止まって、あそこに助監督が拳を掲げているから、そこに視線をやりなさい、向こうにいる人は誰なんですかって聞いても、『それは知らなくてもいい』と言う」、こういう小谷演出には意味があり、それまで女性の役を演じていた"女形"に代わり、この頃、映画界に"女優"が起用されるようになったから、こういう素人に演技指導する上では前述のような演出が有効だった。「この演出法を徹底的にやったのが小津安二郎です」「これは清水宏と直接結びついている」などと小谷を"蒲田・大船調スタイル"の先駆者として評価している。また佐藤は「ヘンリー小谷から教えられたやり方を見事に完成させたのが島津保次郎という監督でありまして、島津保次郎のやり方を見事に受け継いだのがその助監督だった木下恵介です」とも論じている。ただこうした演出法は極端だと敬遠されたともいわれる。
ヘンリーの持ち込んだ片仮名のおびただしい映画用語、今日映画でもテレビでも、何気なく使われている言葉の殆ど、例えばシナリオ（台本）、キャメラ（機械または写真機）、キャメラマン（技師または撮影技師）、メーキャップ（化粧）、セット（舞台）、ロケーション（出写）、ロケーション・ハンティング／ロケハン（ロケ探し）、スタジオ（撮影所）、ライト（光線）、ファン（ひいき）、ダブルロール（一人二役）、カット（場面）、トリック（特殊撮影）、カッティング（編集）、レフ（反射板）、エキストラ（臨時雇）（※カッコ内がそれまでの日本での慣用語）などは、小谷と一緒にアメリカから持ち込まれたものといわれる。また"マガジン"という言葉も小谷が最初に使用したという説がある。
後に蒲田撮影所長になった城戸四郎は、ヘンリーの功績を次のように讃えた。「当時の蒲田にもすでに在来の監督、カメラマン多数が在籍していたが、彼らはヘンリーのアメリカナイズされた技術に注目し、撮影現場であるセット撮影、あるいはロケ処理を驚異をもってながめていた。そうすることによって彼らは見よう見まねで自然に映画技術を身につけ、それを自分の作品に取り入れていった。(中略)映画撮影者に曙光を与えたことは、いち松竹ばかりでなくわが国映画界に対する大きな足跡であり功績であったといえよう」。撮影技術の礎を作った人物として、小谷もまた、日本近代映画の父である。

### その後
1921年満鉄から委嘱された記録映画と『夕陽の村』を撮って蒲田を去る。理由は諸説いわれる。ハリウッド式映画技術の伝授が終わり、カメラマンが育ってくるともはやヘンリーの役割もすんで居場所がなかった、大谷竹次郎が、小山内一派ともどもヘンリーの役割はもう終わったと判断した、あるいは新しく撮影所長になった野村芳亭が導入した、見えやすさを優先した新派スタイル映画の中に、撮影・照明技術が革新的過ぎる小谷の技術は必要とされなかった、また高額なギャラを松竹が払い続けられなかったため、などといわれる。毎日、自動車に女優を2、3人積んで、蒲田から銀座のレストランに昼食に通ったといわれる。
以降、日本映画草創期の撮影技術指導者として多くの技術者を養成。1923年、自身のプロダクション「ヘンリー映画製作所」を設立し、『舌切雀』（トーマス・栗原、関操出演）と『続アマチュア倶楽部』（トーマス・栗原監督主演、関操、葉山三千子出演）を製作。同年3月創刊された名古屋における最初の本格的な映画雑誌『中京キネマ』創刊号に寄稿。同年関東大震災に遭い、松竹が京都に設立した松竹下加茂撮影所と契約、時代劇など7本を監督・撮影した。1924年の『黒法師』（市川荒太郎主演、犬塚稔脚本）は、伏見桃山城址に厖大なオープンセットを組んで、400～500名のエキストラを動員。当時としては他に見ないスペクタクルなもので、新聞、雑誌記者も多数詰めかけ、大層な人数の群集が押し寄せたといわれる。同年、松竹下加茂を退社。この年電通映画社の母体で、日本電報通信社（現・電通）内に設置された「電通写真課活動写真係」の立ち上げに協力した。
1930年日本発声映画社のチーフカメラマンとなり『中山七里』を撮影、1931年、中国映画初のトーキー作品で日中合作（日本発声映画＝大中国影片公司）『雨過天晴』を日本で撮影した。本作は川谷拓三の父・川谷庄平が当初撮影予定であったという。1934年京都「エトナ映画社」設立に関与。
戦後は駐留軍から招かれて、アメリカ陸軍通信隊映画班の教官となった。また弟子でもある田口修治のシュウ・タグチ・プロダクションとしてCIE映画などの製作を受託した。
今東光の自伝小説といわれる『十二階崩壊』にヘンリーが登場する。この書によれば、ヘンリーは日本に招かれた時には千代子というアメリカ生まれの二世の夫人がいた。松竹時代のヘンリーは英百合子と噂があって家を空けることが多く、千代子夫人は寂しさからか、今東光や谷崎潤一郎、花柳章太郎らと交遊を持った。中でも今は千代子夫人に熱烈な恋愛感情を抱き『十二階崩壊』は、千代子夫人とのエピソードが大部分を占めている。
晩年は日活の女優だった堀富貴子と結婚し「パラマウント・ニュース」極東代表、技師長となり、ニュース映画界の啓発にも一役かった。
1960年、日本映画の先覚者として近代的撮影技術を確立させた功績により毎日映画コンクール特別賞
。1964年、勲五等瑞宝章受章。
松竹下加茂時代にハリウッドから帰米を要請されたが、ついに日本に踏みとどまった。再び人種偏見と闘うことに二の足を踏んだといわれる。ヘンリーの息子・映一は、同郷の大林宣彦の個人映画時代のスタッフで付き合いがあり、ヘンリーを二度役者として起用。亡くなる一年前に大林のCMに出演している。1972年、脳卒中により東京で死去。84歳。
ヘンリーの教えをうけた映画人は数多いが、特にカメラマンでは、小津安二郎を指導したことでも知られる碧川道夫、野村昊、水谷文二郎、長井信一郎、小田浜太郎、吉田英男、川口和男、持田米彦、桑原昂、田口修治らの名手が門から出ている。前述のようにヘンリーは、後輩に直接教えてくれるような人ではなく、若かった彼らは眼の色を変えて、ヘンリーの技術を盗んだといわれる。この他、菊地周の師匠・高場隆史はヘンリーの甥、大久保忠素はヘンリーの助監督を務めた。

## 代表作
- 島の女（1920年）
- 新生（1920年）
- 虞美人草（1921年）
- 電工と其妻（1921年）
- トランク（1921年）
- 満鉄の全貌（1921年）
- 夕陽の村（1921年）

※松竹蒲田時代の作品は現存しない
- 舌切雀（1923年）
- 黒法師（1924年）
- 情の光（1926年、文部省企画映画） ※他、

記録映画数本が東京国立近代美術館フィルムセンターに所蔵
- 黎け行く村（1927年） ※2005年東京国立近代美術館フィルムセンターが復元[50]。